# Lepidura collaris
Lepidura collaris är en stekelart som beskrevs av Henry Keith Townes, Jr. 1971. Lepidura collaris ingår i släktet Lepidura och familjen brokparasitsteklar. Inga underarter finns listade i Catalogue of Life.